# Lopholaena coriifolia
Lopholaena coriifolia là một loài thực vật có hoa trong họ Cúc. Loài này được (Sond.) E.Phillips & C.A.Sm. mô tả khoa học đầu tiên.